# Галеевка (Хиславичский район)
Галеевка — бывшая деревня в Хиславичском районе Смоленской области России.
Находилась между современными деревнями Юрковщина и Сиваи у истока речки Чернявки.

## История
В 1978 году деревня ещё существовала и входила в Ленинский (Городищенский) сельсовет.
В 1993 году деревня считалась, как прекратившая существование деревня Ленинского (Городищенского) сельсовета Хиславичского района.